# Ledena plošča
Ledena plošča je velik skupek plavajočega ledu, ki je pogosto opredeljen kot raven kos ledu, ki ima na najširši točki premer od najmanj 20 m pa vse do 10 km. Plavajoči led je plavajoče polje morskega ledu, ki ga sestavlja več ledenih plošč. Na sladkovodnih rekah lahko povzročijo ledene zamaške, na odprtem oceanu pa lahko poškodujejo ladijske trupe.

## Galerija
- Več ledenih plošč v Hudsonovem prelivu
- "V Arktičnem morju - ledena ploskev na vodi", 1903.
- Mroži na ledenih ploščah